# David Kohl
David Davidsson Kohl, tidigare von Kohlen, född 1621 i Söderköping i Östergötland, död 24 december 1682 i Mjölby församling i Östergötlands län, var en svensk militär.

## Biografi
David Kohl föddes 1621 i Söderköping. Han var son till myntmästaren David von Kohlen. Kohl blev 1633 student vid Uppsala universitet och började sedan att arbeta inom militären. Han blev slutligen överstelöjtnant vid artilleriet. Kohl avled 1682 på Hulterstad i Mjölby socken och begravdes i Mjölby kyrka, där hans vapen sattes upp.

### Egendom
Kohl ägde gårdarna Hyvonevälla, Sviestad och Karby.

### Familj
Kohl gifte sig 1661 med Görvel Gyllenstierna af Lundholm (1637–1693), dotter till ryttmästaren Nils Gyllenstierna af Lundholm och Anna Cruus af Edeby. Enligt en sägen blev Kohl utmanad i en duell av Görvel Christina Gyllenstierna af Lundholm för att han hade gift sig med hennes kusin Görwel Nilsdotter Gyllenstjerna mot familjens vilja.